# Sialidasa
Les sialidases, també conegudes com a neuraminidases, són enzims que catalitzen la hidròlisi de molècules que contenen l’àcid siàlic (Sia). Es tracta de glicosidases que eliminen residus d’àcid siàlic de glicans, com ara glicoproteïnes o glicolípids. Amb la seva acció modifiquen la funcionalitat del compost diana i, per tant, tenen un paper de gran importància en nombroses vies biològiques, tant fisiològiques com patològiques. Estudis recents han evidenciat la implicació de les sialidases en un ampli ventall de malalties humanes, com ara trastorns neurodegeneratius, càncers, infeccions o patologies cardiovasculars.

## Classificació
Existeixen diversos tipus de sialidases. La majoria són exosialidases, és a dir, tallen residus terminals d'àcid siàlic, però també existeix una minoria que actuen com endosialidases, capaces de trencar enllaços interns de les molècules que contenen àcid siàlic. Dins de les exosialidases es poden diferenciar tres grans tipus: sialidases hidrolítiques, trans-sialidases i anhidro-sialidases. A més, les sialidases es poden classificar segons el tipus d’enllaç pel qual mostren una major especificitat, com ara alfa-2,3 o alfa-2,6. Aquests enzims són presents en humans, bacteris, virus i protozous, amb diferent abundància de tipus segons l’organisme de què es tracti.

## Exemples específics
- Neuraminidasa: virus de la grip (conjugada amb hemaglutinina)
- Trans-sialidasa del Trypanosoma cruzi
- NEU1 (neuraminidasa 1): humana, es troba en els lisosomes i actua en el metabolisme de glicoconjugats.[4]